# Thaumatogelis pallens
Thaumatogelis pallens là một loài tò vò trong họ Ichneumonidae.